# Hollie-Jay Bowes
Billie Jean Bowes, más conocida como Hollie-Jay Bowes, es una actriz de inglesa, conocida por haber interpretado a Michaela McQueen en la serie Hollyoaks.

## Biografía
Sus padres le cambiaron su nombre de Billie Jean a Hollie Jean después de que su padre pensara que iba a ser intimidada en la escuela y llamada "Billie Bowes"; sin embargo, a los 13 años Billie se cambió su nombre a Hollie-Jay.
Es muy buena amiga de los actores Ashley Slanina-Davies y Kieron Richardson.
Sale con Martin Shepherdson.

## Carrera
Hollie es miembro de una banda llamada "Jeanie In The Radiator".
El 11 de enero de 2006, se unió como personaje recurrente de la exitosa serie británica Hollyoaks, donde interpreta a Michaela McQueen hasta ahora. Entre 2008 y 2009, apareció como Michaela en el spin-off de la serie conocida como Hollyoaks: Later.
El 8 de junio de 2010, se anunció que dejaría Hollyoaks después de que los productores decidieran sacar a su personaje; en octubre de 2011, regresó a la serie y su última aparición fue el 31 de agosto de 2012. En 2010 grabó una canción llamada "Pretty Boy" junto a Redtrack, los ganadores del concurso musical del programa.

## Filmografía

### Series de televisión
| Año         | Título                | Personaje         | Notas                          |
| ----------- | --------------------- | ----------------- | ------------------------------ |
| 2015        | After Hours           | Jen               | episodio "Lonely Press Play"   |
| 2014        | Doctors               | Shelley Warren    | episodio "I Know What You Did" |
| 2012        | Stepping Up           | Loz               | episodio "The Cloudwatch Club" |
| 2006 - 2012 | Hollyoaks             | Michaela McQueen  | 277 episodios                  |
| 2010        | Casualty              | Sarah Richards    | episodio "Winter Wonderland"   |
| 2008 - 2009 | Hollyoaks Later       | Michaela McQueen  | 8 episodios                    |
| 2008        | The Kevin Bishop Show | Varios Personajes | 3 episodios                    |
| 2005        | Grange Hill           | Dawn O'Mally      | 26 episodios                   |

## Premios y nominaciones
| Año  | Categoría               | Premio             | Serie     | Resultado |
| ---- | ----------------------- | ------------------ | --------- | --------- |
| 2009 | Best Comedy Performance | British Soap Award | Hollyoaks | Nominada  |